# Тракторный завод (станция метро, Минск)
«Тра́кторный заво́д» (бел. Трактарны завод) — станция Автозаводской линии Минского метрополитена. Станция построена по проекту архитекторов Виктора Краморенко, Олега Ладкина и при участии художника Болеслава Скромблевича.

## История
Первые сваи второй линии метро были заложены в начале 1980-х годов, а в 1991 году на участке «Фрунзенская» — «Тракторный завод» уже курсировали первые поезда, станция была открыта 31 декабря 1990 года. Следующие 7 лет станция метро «Тракторный завод» являлась конечной на красной ветке, протяжённость которой составляла 6,12 км. Сейчас перегон от «Пролетарской» до «Тракторного завода» самый длинный, его длина составляет 2,19 км. Часть этого пути фактически выходит на поверхность, однако поезда скрыты земляной насыпью.

## Архитектура
В основе конструкции — свод. Ведущая тема декора — торшеры, расположенные по центру платформы с определённым ритмом. Оригинальная форма торшеров многофункциональна. Это и освещение станции, и места для отдыха пассажиров, визуальная информация и размещение динамиков радиотрансляции.
Все вместе образует композицию, которая символизирует элементы тракторостроения. Это достигается художественным воплощением форм, которые ассоциируются с индустриальной динамикой. Степень подобного восприятия достигается при помощи вращения, что лежит в основе формообразования, а также разный подход к обработке хромированного металла, которым отделаны поверхности.
Торцы стен вестибюлей украшены декоративными композициями из металла. По художественному замыслу они воплощают элементы развития науки и техники, постепенно представляя процесс рождения и становления индустрии тракторного завода.
Цветовой колорит станции решён в сдержанной цветовой гамме, в которой преобладают белые и серые тона. Такая гамма способствует акцентированию темы металла, как доминирующей в образной характеристике станции.

## Вестибюли
Станция имеет два вестибюля, имеющих выходы к проходной тракторного завода, к Дому культуры тракторного завода, к заводу шестерён, Тракторозаводскому посёлку и Долгобродской улице. Также со станции осуществляется пересадка на наземный общественный транспорт, следующий в Серебрянку, Зелёный Луг, на площадь Мясникова и Старовиленский тракт (трамваи), на Ангарскую, в Лошицу, Степянку и Малиновку (автобусы).

## Путевое развитие
За станцией в сторону «Партизанской» находится шестистрелочный оборотный тупик, использовавшийся для оборота составов, когда станция была конечной.

## Перспективы
После ввода в эксплуатацию 4-й линии после 2030 года должна появиться станция «Долгобродская» недалеко от станции «Тракторный завод». Они будут соединены и будет построен переход с Автозаводской линии к четвёртой.

## Галерея

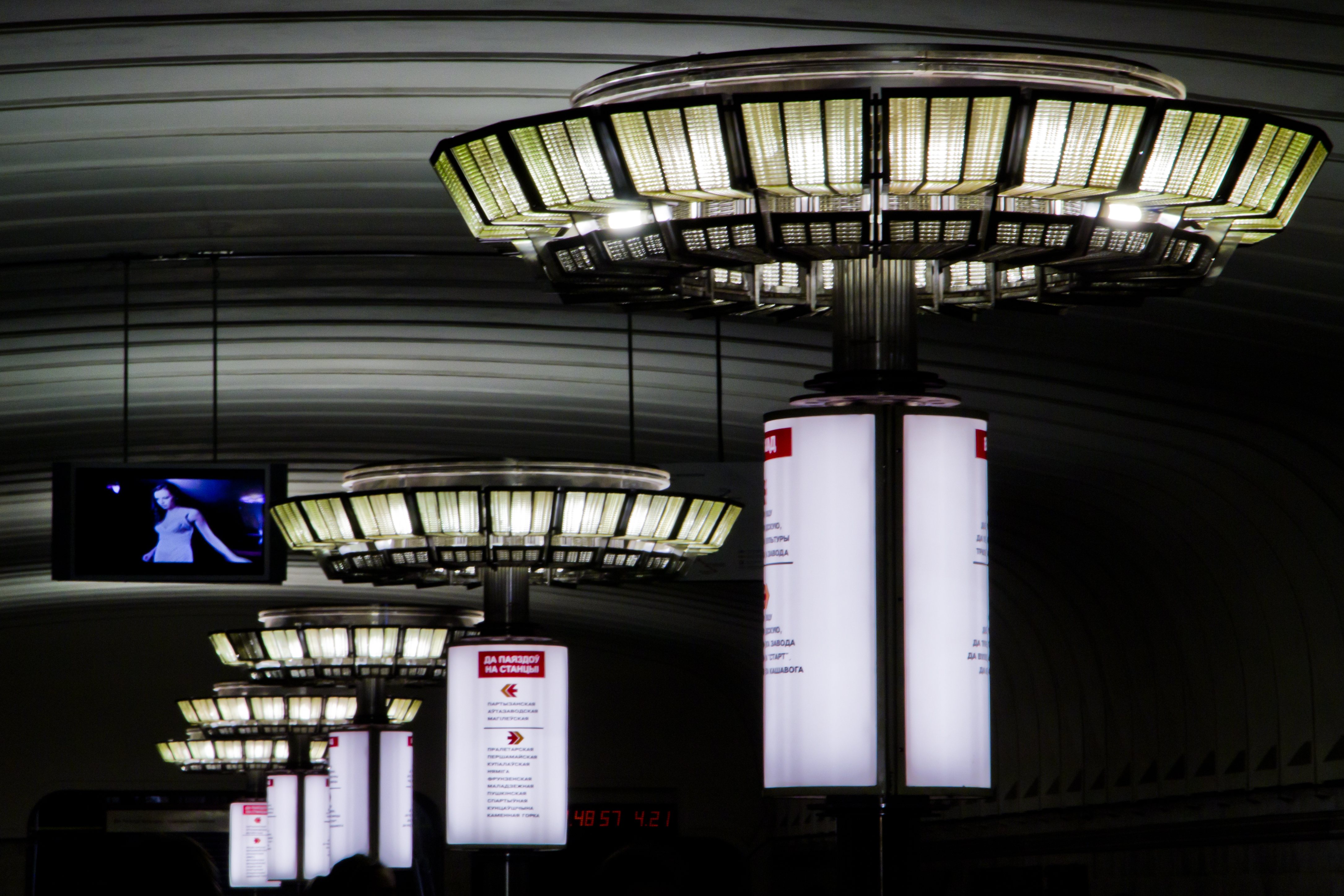
Светильники
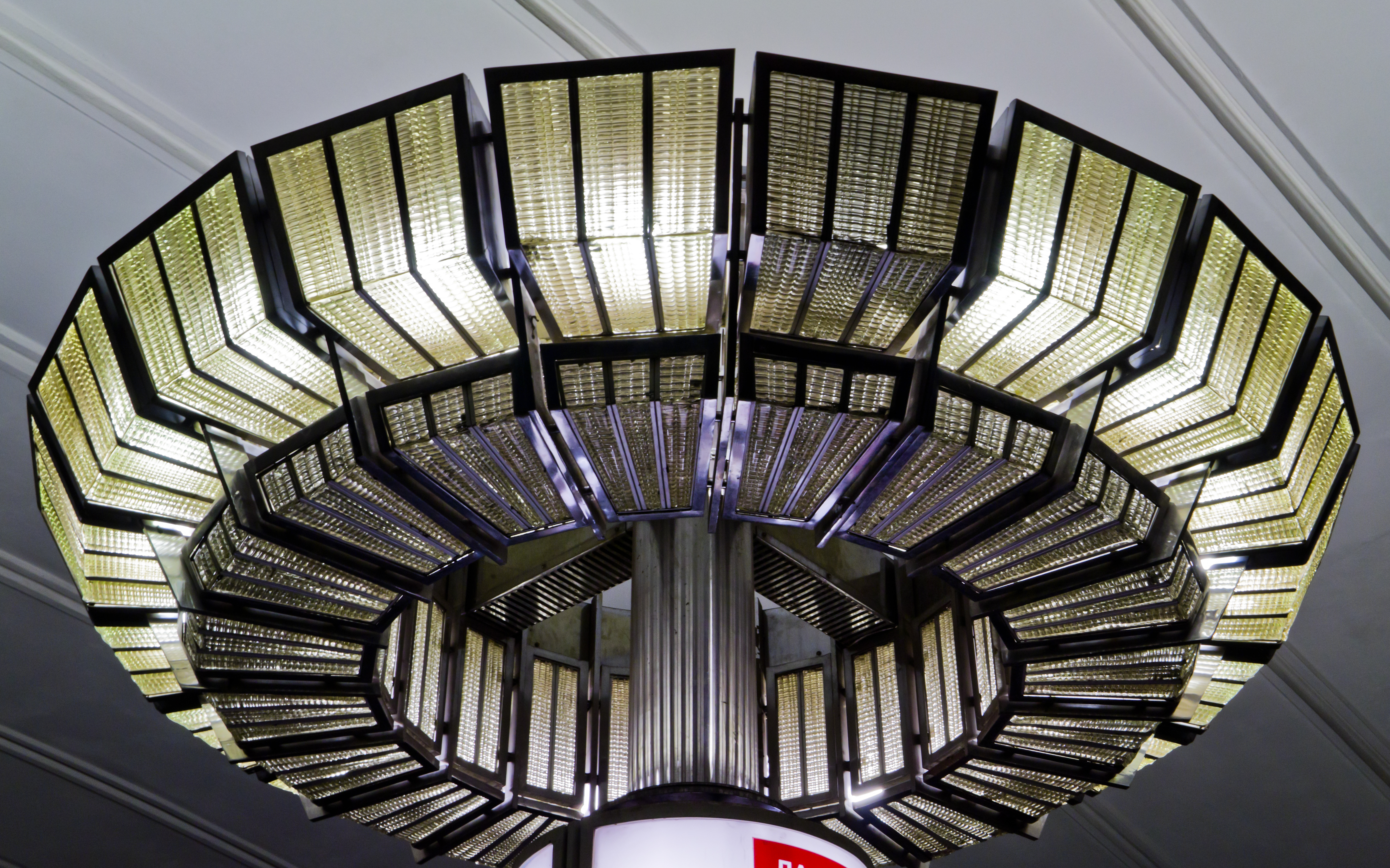
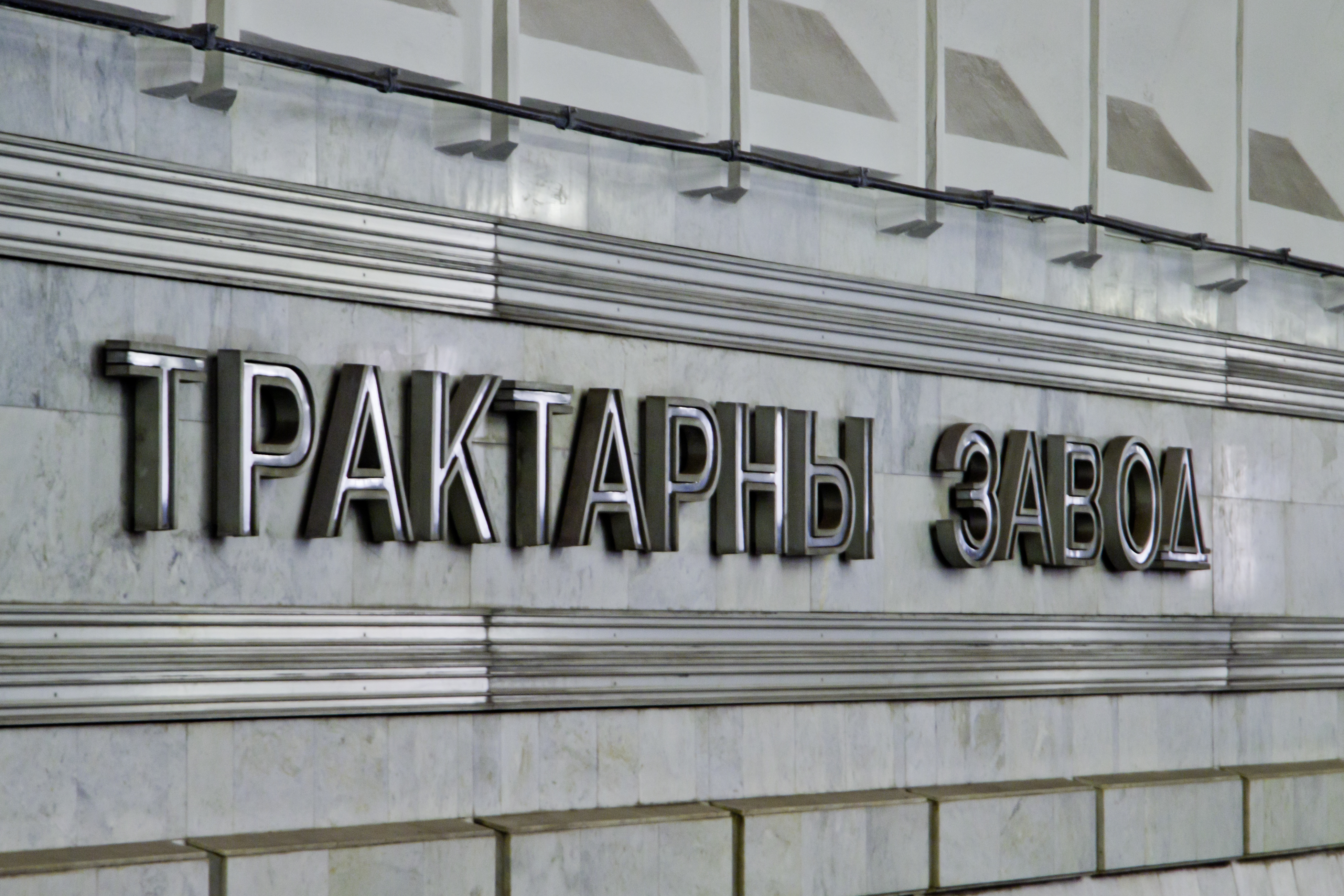
Название на путевой стене